# 西西里岛卡斯特罗诺沃
西西里岛卡斯特罗诺沃（義大利語：Castronovo di Sicilia）是意大利西西里大区巴勒莫广域市的一个市镇。总面积199平方公里，人口3256人，人口密度16.4人/平方公里（2009年）。ISTAT代码为082025。